# 2 septembrie
ianuarie • februarie • martie  • aprilie  • mai  • iunie  • iulie  • august  • septembrie  • octombrie  • noiembrie  • decembrie
2 septembrie este a 245-a zi a calendarului gregorian și a 246-a zi în anii bisecți. Mai sunt 120 de zile până la sfârșitul anului.

## Evenimente

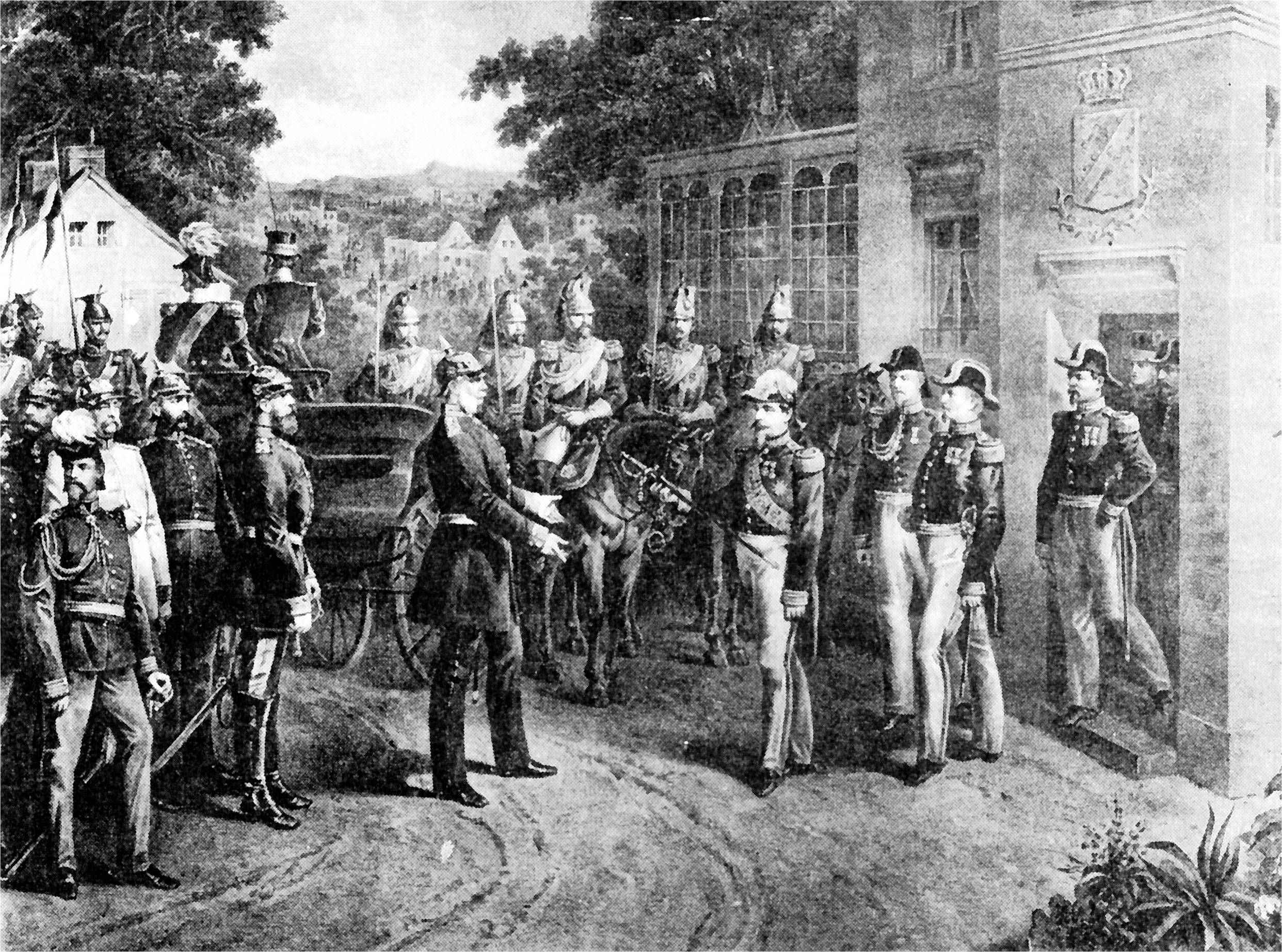
1870: Capitularea lui Napoleon al III-lea

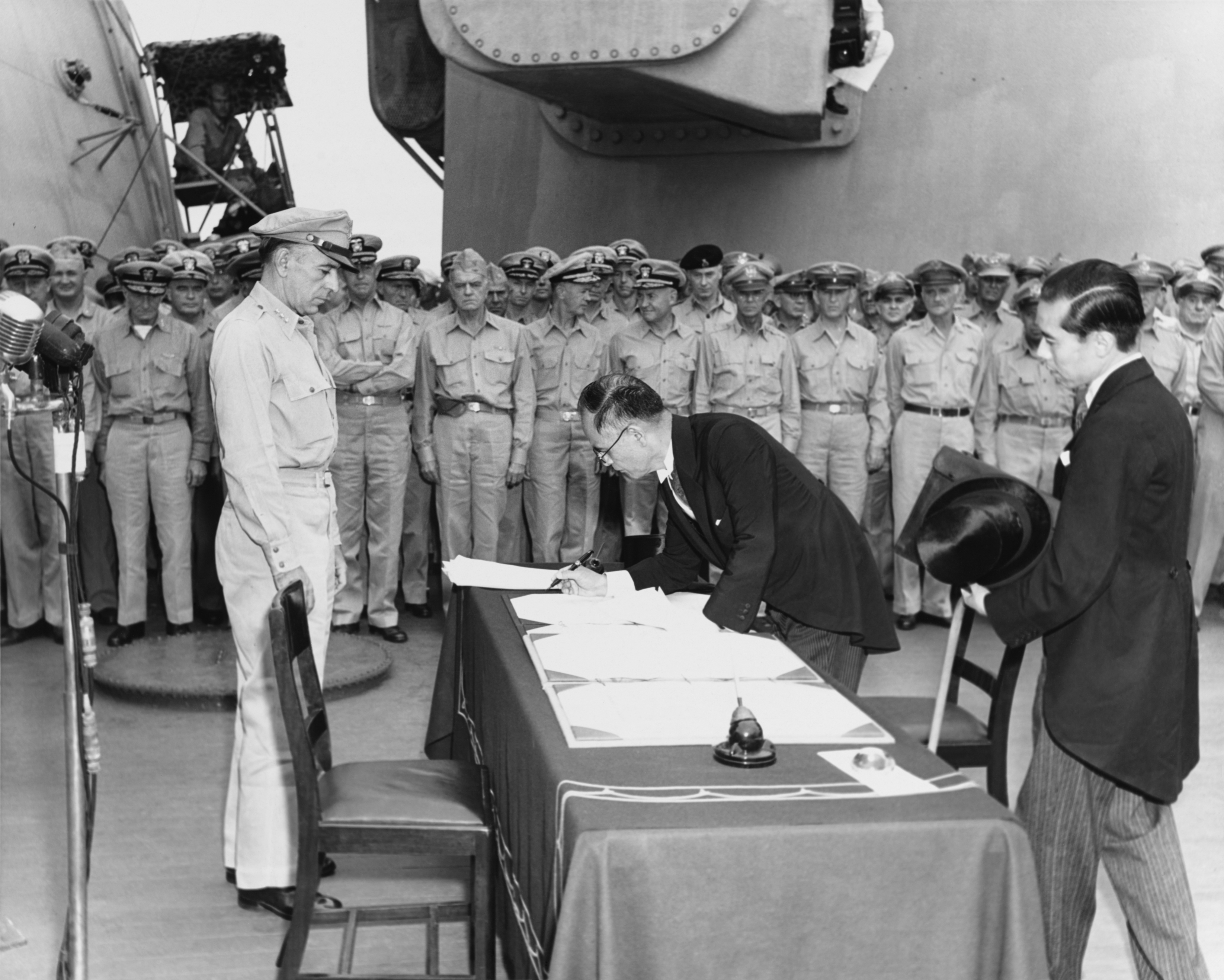
1945: Semnarea actului privind capitularea necondiționată a Japoniei. Sfârșitul celui de-Al Doilea Război Mondial (1939-1945).

- 31 î.Hr.: Bătălia de la Actium. Forțele lui Octavian înving trupele conduse de Marc Antoniu și Cleopatra.[1]
- 1192: Convenția de Pace între sultanul Saladin și Richard Inimă de Leu încheie a treia Cruciadă.[2]
- 1442: Bătălia de pe Ialomița, încununată cu victoria lui Ioan (Iancu) de Hunedoara asupra pașei Șehabeddin. Începutul campaniilor ofensive ale lui Ioan de Hunedoara.
- 1649: Orașul italian Castro este complet distrus de forțele Papei Inocențiu al X-lea, punând capăt războaielor de la Castro.
- 1666: A izbucnit Marele incendiu din Londra, care, timp de 4 zile și jumătate, a distrus întregul oraș, inclusiv Catedrala Sfântul Paul; în memoria victimelor a fost ridicată o statuie care se afla în centrul Londrei.
- 1752: În Marea Britanie și în coloniile sale, calendarul iulian a fost înlocuit cu calendarul gregorian, diferența de 11 zile dintre cele două calendare fiind rectificată prin faptul că urmatoarea zi, 3 septembrie, a fost datată 14 septembrie.
- 1792: Revoluția franceză: Masacrele din Septembrie; peste 1.200 de deținuți din închisori sunt omorâți fără judecată de  mulțimea dezlănțuită, cu concursul autorităților.
- 1829: Semnarea Tratatului de pace ruso-turc, la Adrianopol.
- 1848: A treia Adunare națională de la Blaj (60.000 de participanți) declară că nu recunoaște "uniunea" Transilvaniei cu Ungaria și reafirmă revendicările țărănimii iobage. Se formează oastea populară sub conducerea lui Avram Iancu.
- 1859: În întreaga lume are loc o superfurtună solară.
- 1870: Bătălia de la Sedan, desfășurată în cadrul războiului franco-prusac, în urma căreia trupele franceze au fost încercuite și înfrânte de cele prusace, provocând căderea celui de-al doilea imperiu al lui Napoleon al III-lea și proclamarea republicii și a Comunei din Paris.
- 1943: Antonescu și Hitler se întâlnesc în Germania pentru reconfirmarea alianței dintre cele două țări.
- 1945: Al Doilea Război Mondial: Semnarea actului privind capitularea necondiționată a Japoniei. Sfârșitul celui de-Al Doilea Război Mondial (1939-1945).
- 1958: A fost inaugurat, la București, Muzeul "George Enescu".
- 1991: Naufragiul cargoului „Rostok”, sub pavilion ucrainean, a blocat Canalul Sulina în dreptul comunei Partizani.
- 1995: S-a deschis la Cleveland, statul Ohio, Muzeul "Rock and Roll of Fame", închinat celor mai influenți cântăreți și producători de muzică rock.
- 2002: Specialiștii Institutului Clinic Fundeni au realizat, în premieră națională, un transplant de măduvă în cazul leucemiei acute.

## Nașteri
- 1516: Francisc I, Duce de Nevers, comandant al armatei regale franceze (d. 1561)
- 1548: Vincenzo Scamozzi, arhitect italian (d. 1616)
- 1661: Georg Böhm, organist și cântăreț la harpă german (d. 1733)
- 1675: William Somervile, poet englez (d. 1742)
- 1750: Pehr Frigel, compozitor suedez (d. 1842)
- 1753: Marie Josephine Louise de Savoia, soția regelui Ludovic al XVIII-lea al Franței (d. 1810)
- 1763: Caroline Böhmer-Schlegel-Schelling, scriitoare germană (d. 1809)
- 1773: Louis Auguste Victor de Ghaisne de Bourmont, mareșal al Franței (d. 1846)
- 1778: Louis Bonaparte, rege al Olandei (d. 1846)
- 1805: Esteban Echeverría, scriitor argentinian (d. 1851)
- 1809: Franz Xavier Knapp, pictor român (d. 1883)
- 1810: William Seymour Tyler, educator și istoric american (d. 1897)
- 1814: Ernst Curtius, istoric german (d. 1896)
- 1830: William P. Frye, politician american (d. 1911)
- 1834: Joseph Zemp, politician elvețian (d. 1908)
- 1836: Anton Braith, pictor german (d. 1905)

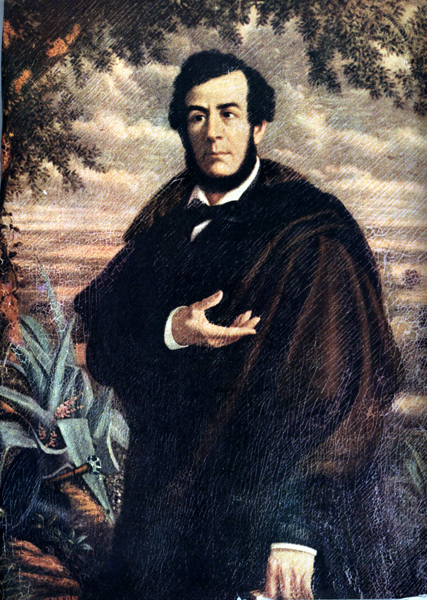
Esteban Echeverría, scriitor argentinian
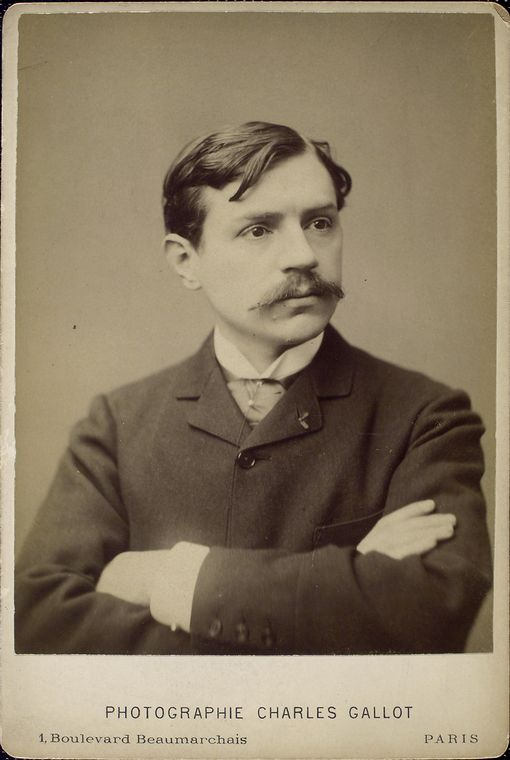
Paul Bourget, scriitor francez
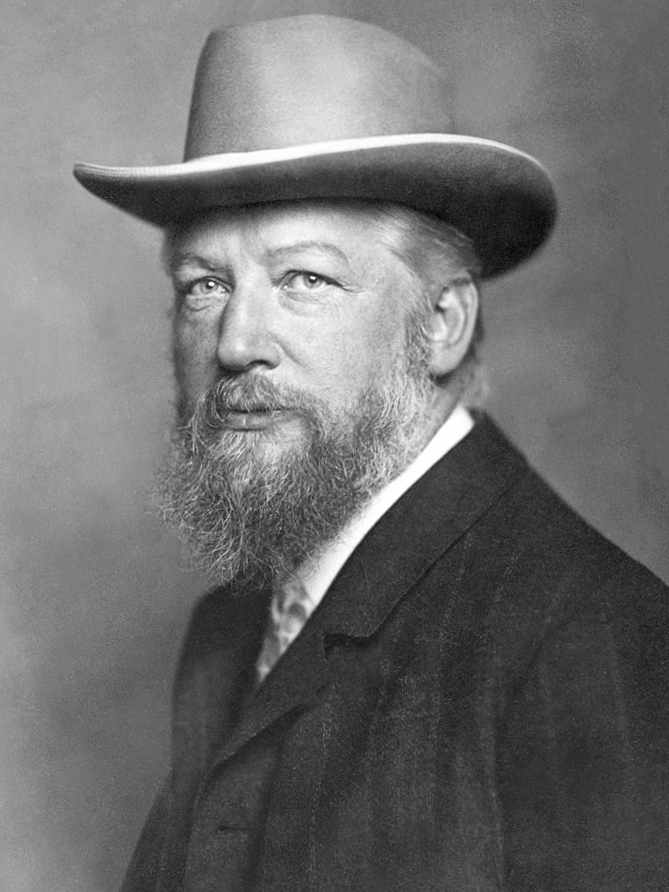
Wilhelm Ostwald, chimist german, laureat Nobel

- 1838: Liliuokalani, Regină a Insulelor Hawaii (d. 1917)
- 1840: Giovanni Verga, scriitor italian (d. 1922)
- 1850: Albert Spalding, jucător american de base-ball și producător de mărfuri în domeniu (d. 1915)
- 1852: Paul Bourget, scriitor francez (d. 1935)
- 1853: Wilhelm Ostwald, chimist german, laureat al Premiului Nobel (d. 1932)
- 1854: Hans Jæger, scriitor norvegian și activist politic (d. 1910)
- 1861: Mircea Demetriade, poet român (d. 1914)
- 1862: Franjo Krežma, violonist croat (d. 1881)
- 1866: Hiram Johnson, fost guvernator al Californiei și activist politic (d. 1945)
- 1877: Frederick Soddy, chimist britanic, laureat al Premiului Nobel (d. 1956)
- 1878: Werner von Blomberg, general și ministru german (d. 1946)
- 1879: An Jung-geun, asasinul politicianului japonez Ito Hirobumi (d. 1910)
- 1884: Dr. Frank C. Laubach, misionar creștin (d. 1970)
- 1887: Simion Stoilow, matematician (d. 1961)
- 1892: Frank Wilcoxon, statician irlandez (d. 1965)
- 1894: Joseph Roth, scriitor austriac (d. 1939)
- 1895: Monique Saint-Hélier, scriitoare elvețiană (d. 1955)
- 1898: Alfons Gorbach, fost cancelar federal austriac (d. 1972)
- 1901: Adolph Rupp, antrenor american de baschet (d. 1977)
- 1907: Fritz Szepan, jucător german de fotbal (d. 1974)
- 1908: Hristu Nicolaide, actor român (d. 1989?)
- 1909: Harro Schulze-Boysen, ofițer, jurnalist și revoluționar german (d. 1942)
- 1911: Floyd Council, cântăreț de blues american (d. 1976)
- 1913: Agnes-Marie Grisebach, scriitoare germană (d. 2011)
- 1913: Bill Shankly, antrenor britanic de fotbal (d. 1981)
- 1916: Zsigmond (Sigismund) Jakó Pal, istoric român de etnie maghiară, membru de onoare (1996) al Academiei Române
- 1917: Constantin Anastasatu, medic român, membru al Academiei Române (d. 1995)
- 1923: Arthur Ashkin, fizician american, laureat al Premiului Nobel pentru Fizică în 2018
- 1923: Rene Thom, matematician francez (d. 2002)
- 1924: Daniel arap Moi, președinte al Kenyei
- 1925: Russ Conway, muzician britanic (d. 2000)
- 1926: Armando Cossutta, om politic italian
- 1928: Horace Silver, compozitor american
- 1929: Hal Ashby, regizor american de film (d. 1988)
- 1930: Paulo Francis, jurnalist și scriitor brazilian (d. 1997)
- 1933: Mathieu Kérékou, președinte al Beninului
- 1934: Bernd und Hilla Becher, fotografă germană
- 1935: Damian Ureche, poet român (d. 1994)
- 1944: Jack White, compozitor german, creator de muzică și fotbalist
- 1945: Irina Pecernikova, actriță sovietică și rusă (d. 2020)
- 1948: Christa McAuliffe, profesoară și astronaut american (d. 1986)
- 1950: Michael Rother, muzician german (Kraftwerk)
- 1950: Sorin Chifiriuc, muzician din România
- 1951: Mik Kaminski, muzician britanic
- 1951: Mark Harmon, actor american
- 1952: Alain Giresse, fotbalist și antrenor francez
- 1952: Jimmy Connors, jucător american de tenis, fost număr 1 mondial
- 1955: Florența Mihai, jucătoare română de tenis (d. 2015)

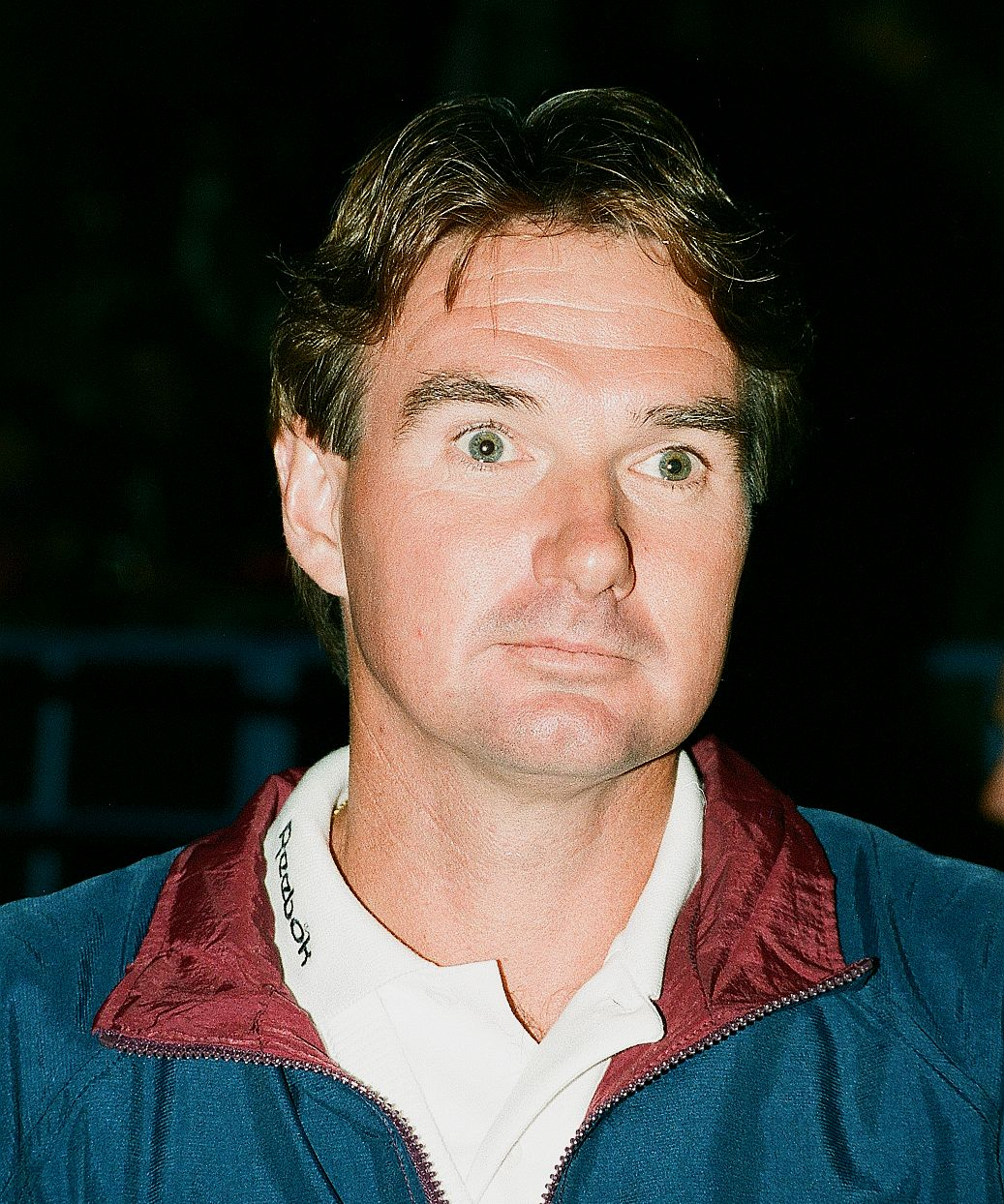
Jimmy Connors, jucător american de tenis, fost număr 1 mondial
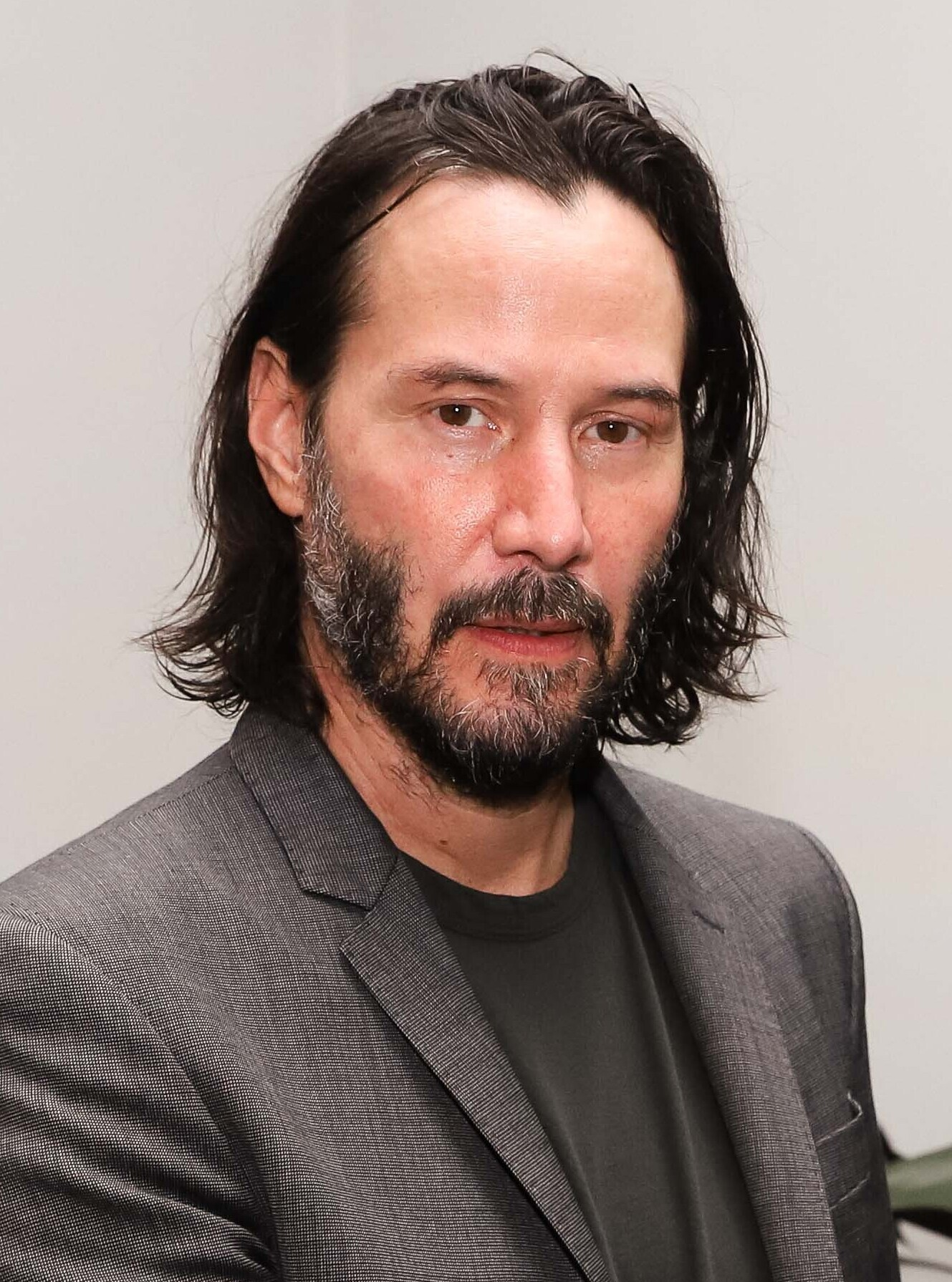
Keanu Reeves, actor canadian
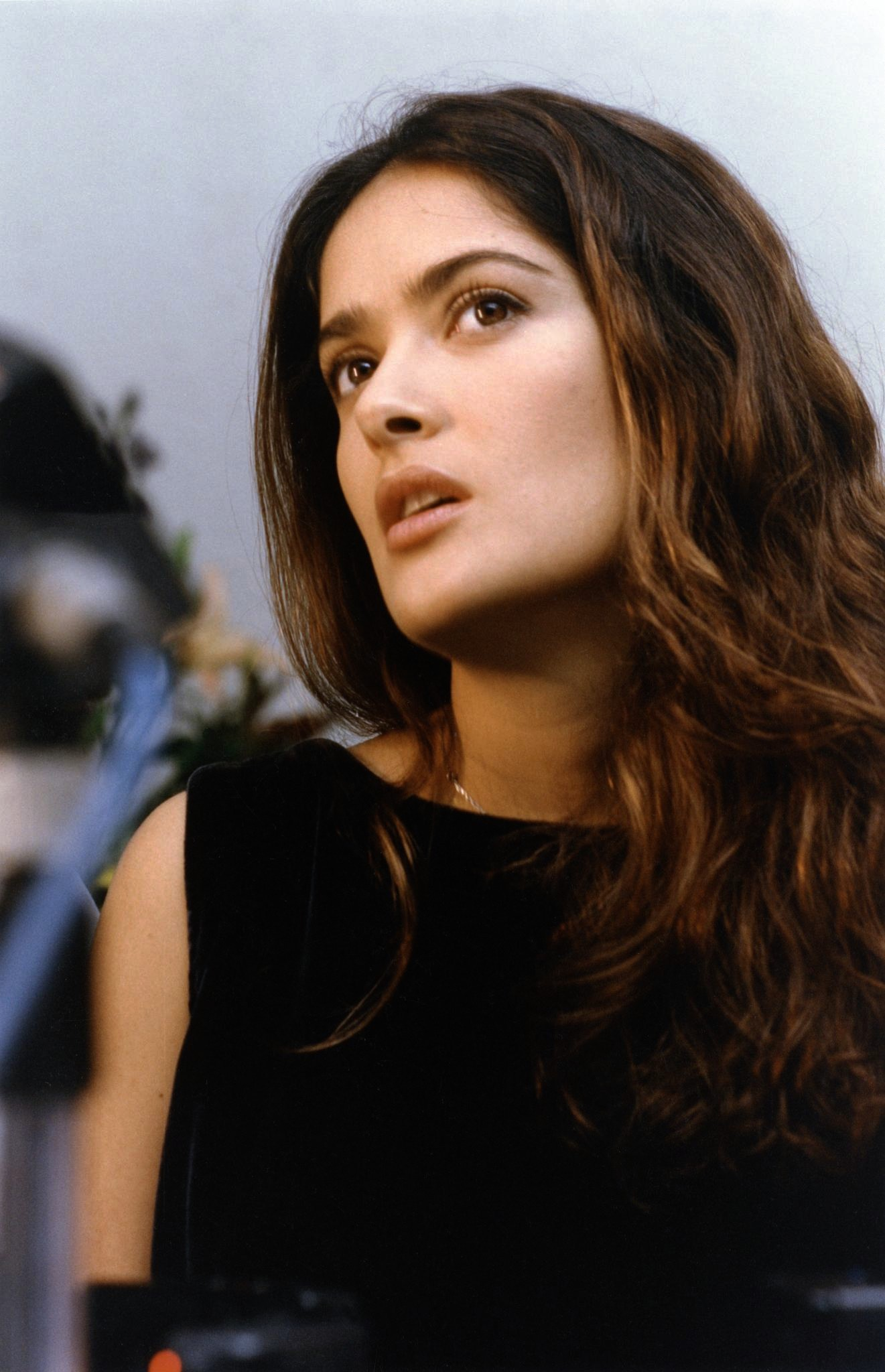
Salma Hayek, actriță mexicană

- 1957: Ingrid Auerswald, atletă germană
- 1961: Claude Puel, fotbalist și antrenor francez de fotbal
- 1961: Carlos Valderrama, jucător columbian de fotbal
- 1962: Dominique Farrugia, umorist francez
- 1962: Keir Starmer, politician britanic
- 1964: Anja Schüte, actriță germană
- 1964: Keanu Reeves, actor canadian
- 1965: Lennox Lewis, pugilist canadiano-britanic
- 1966: Olivier Panis, pilot francez de Formula 1
- 1966: Salma Hayek, actriță mexicană
- 1971: Kjetil André Aamodt, schior norvegian
- 1971: Nicolette Krebitz, actriță germană
- 1977: Frédéric Kanouté, fotbalist malian
- 1978: Dennis Romanovs, fotbalist leton
- 1979: Alexander Povetkin, boxer rus
- 1981: Radosław Zawrotniak, scrimer polonez
- 1982: Krum Bibișkov, fotbalist bulgar
- 1982: Ágnes Hornyák, handbalistă maghiară
- 1985: Adam Nemec, fotbalist slovac
- 1986: Gelson Fernandes, fotbalist elvețian
- 1988: Javi Martínez, fotbalist spaniol
- 1989: Kim Jung-hwan, scrimer sud-coreean
- 1989: Alexandre Pato, fotbalist brazilian
- 1997: Claudia Prisecaru, atletă română

## Decese
- 0421: Constantius al III-lea, împărat roman
- 1031: Sfântul Emeric al Ungariei
- 1274: Prințul Munetaka, shogun japonez (n. 1242)
- 1540: Lebna Dengel, Împărat al Etiopiei (n. 1501)
- 1547: Hernán Cortés, conchistatorul spaniol al Mexicului (n. 1485)
- 1606: Karel Van Mander, pictor și scriitor flamand (n. 1548)
- 1679: Johann Duve, cumpărător și bancher german (n. 1611)
- 1680: Per Brahe cel Tânăr, soldat și politician suedez (n. 1602)
- 1688: Robert Viner, Primar Lord al Londrei (n. 1631)
- 1690: Filip Wilhelm, Alegător al palatinatului (n. 1615)
- 1735: Ferdinand Albert al II-lea, Duce de Brunswick-Lüneburg (n. 1680))
- 1737: Fabian Graf von Wrangel, feldmareșal al Imperiului Habsburgic (n. 1651)
- 1764: Nathaniel Bliss, astronom regal englez (n. 1700)

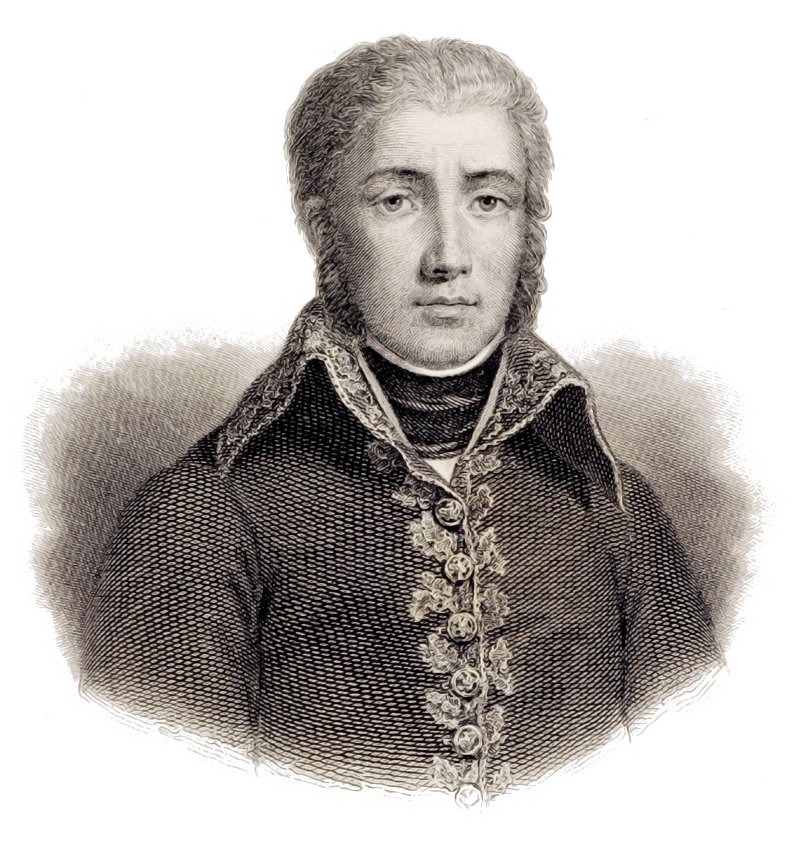
Jean Moreau, general francez
Împăratul Jiaqing al Chinei
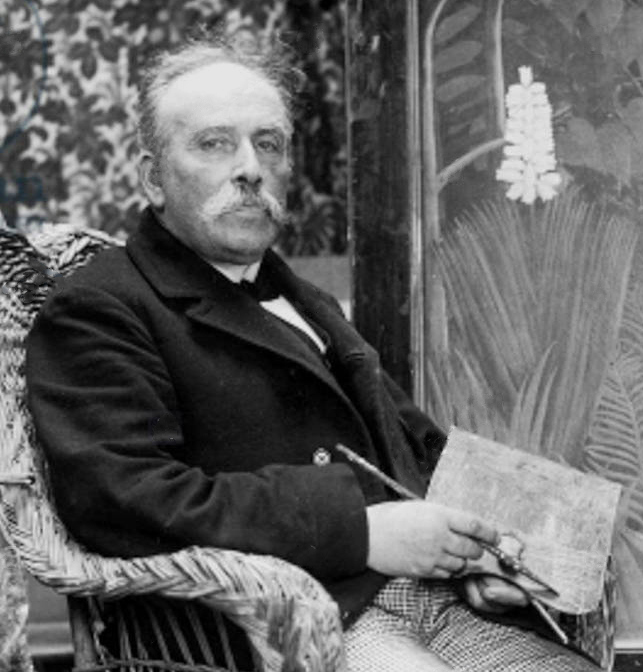
Henri Rousseau, pictor francez

- 1765: Henry Bouquet, ofițer născut elvețian al armatei britanice (n. 1719)
- 1768: Antoine Deparcieux, matematician francez (n. 1703)
- 1790: Johann Nikolaus von Hontheim, istoric și teolog german (n. 1701)
- 1791: František Kočvara, compozitor ceh (n. 1740)
- 1807: Antonio Casimir Cartellieri, compozitor german (n. 1772)
- 1813: Jean Victor Marie Moreau, general francez (rănit mortal la datorie) (n. 1763)
- 1820: Împăratul Jiaqing al Chinei (n. 1760)
- 1832: Franz Xaver von Zach, astronom austriac (n. 1854)
- 1834: Thomas Telford, inginer scoțian (n. 1757)
- 1845: Bernardino Rivadavia, prim-ministru argentinian (n. 1780)
- 1865: William Rowan Hamilton, matematician irlandez (n. 1805)
- 1870: Charles de Flahaut, militar și diplomat francez (n. 1785)
- 1872: Nicolai Grundtvig, scriitor și filozof danez (n. 1783)
- 1898: Wilford Woodruff, președinte al Bisericii lui Isus Hristos a Sfinților din Zilele din Urmă (n. 1807)
- 1899: Ernest Renshaw, tenisman englez (n. 1861)
- 1900: Aron Densușianu, istoric literar și folclorist român (n. 1837)
- 1906: Giuseppe Giacosa, libretist italian (n. 1847)
- 1910: Henri Rousseau, pictor francez (n. 1844)
- 1920: Victoriano Guisasola y Menéndez, cardinal și Arhiepiscop al Valenciei și Toledoului (n. 1852)
- 1921: Anthony Francis Lucas, pionier croat al explorării petrolului (n. 1855)
- 1921: Henry Austin Dobson, poet englez (n. 1840)
- 1922: Henry Lawson, autor și poet australian (n. 1867)
- 1929: Paul Leni, regizor german (n. 1885)
- 1943: Marsden Hartley, pictor american (n. 1877)
- 1934: Alcide Nunez, muzician american (n. 1884)
- 1937: Pierre de Coubertin, filozof, istoric și sociolog francez (n. 1863)
- 1946: Ildefons Herwegen, călugăr și istoric german (n. 1874)
- 1948: Sylvanus Morley, arheolog și spion american (n. 1883)
- 1952: Hans von Rosen, campion olimpic la echitație

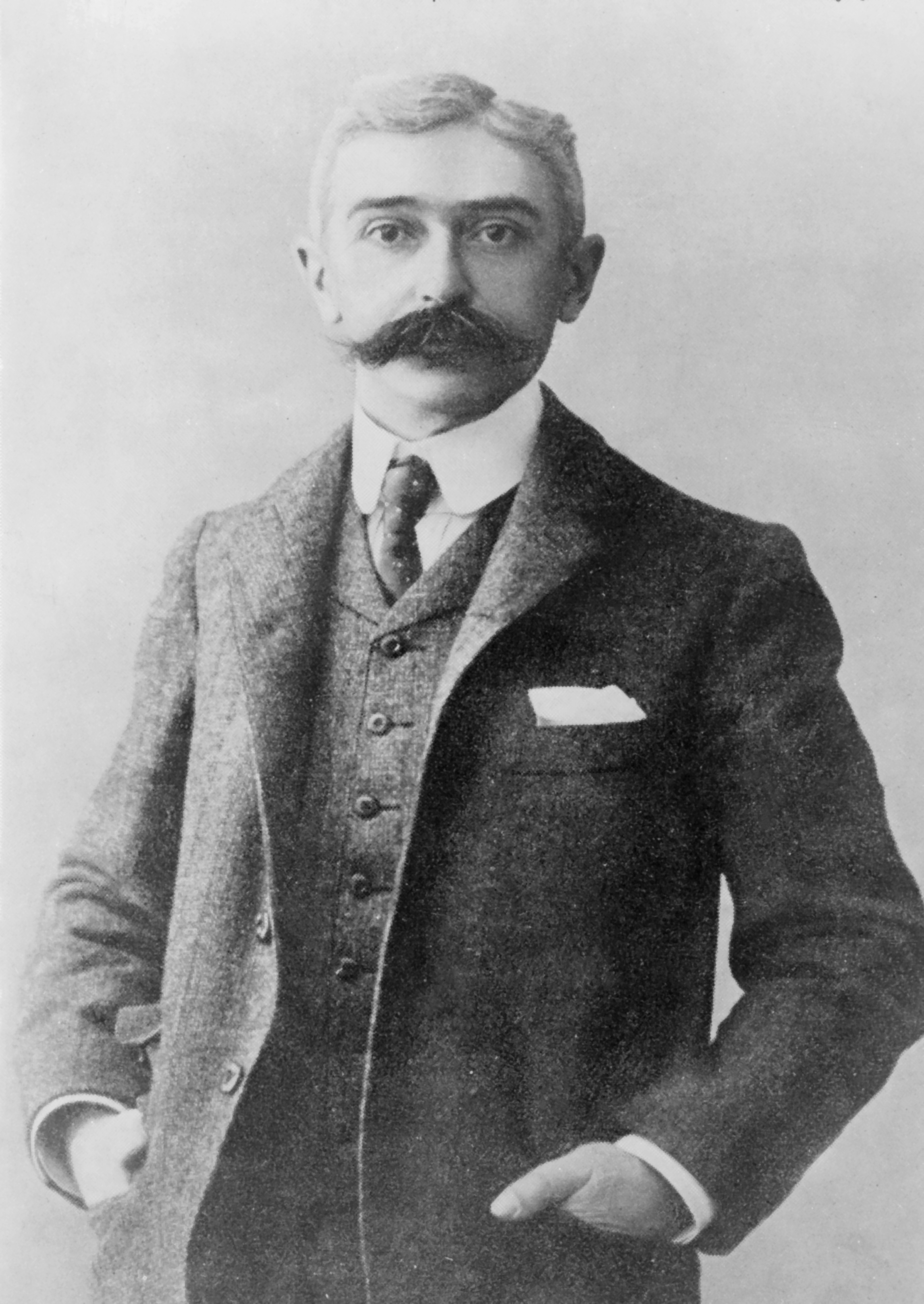
Pierre de Coubertin, educator francez
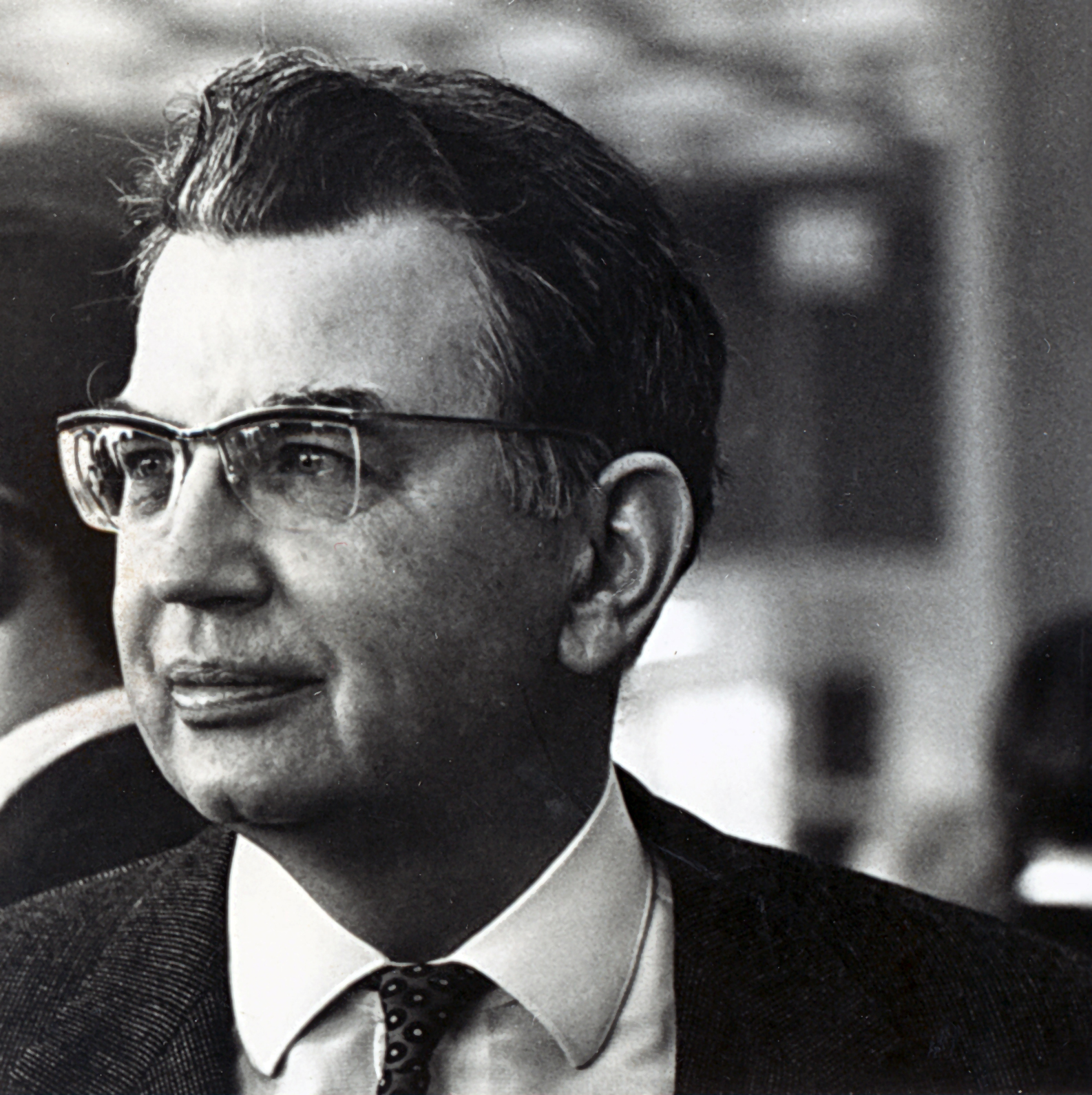
Ronald Coase, economist britanic, laureat Nobel
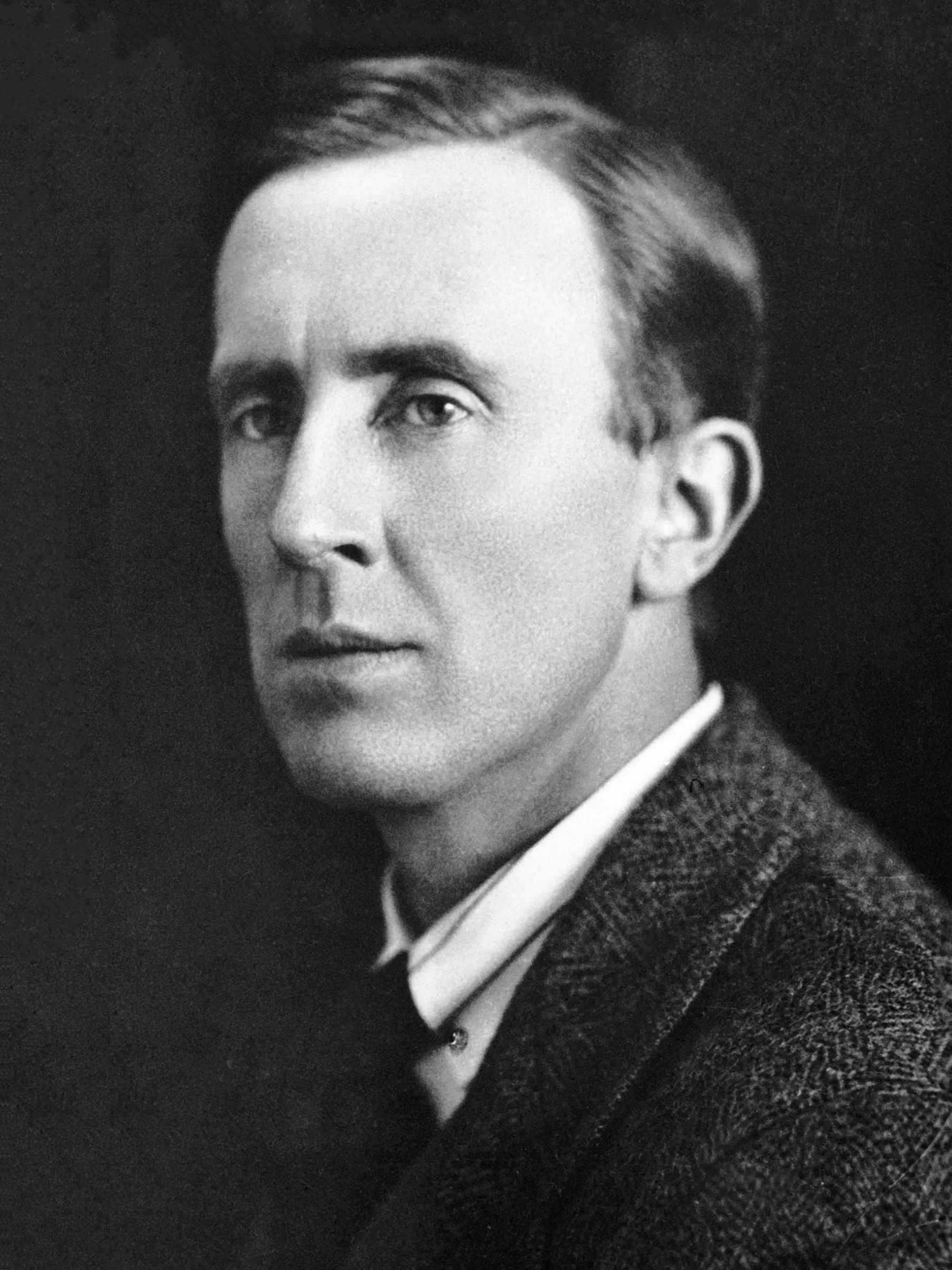
J. R. R. Tolkien, scriitor britanic

- 1953: Jonathan Mayhew Wainwright al IV-lea, general american (n. 1883)
- 1955: Rudolf Kattnigg, compozitor, pianist și dirijor austriac (n. 1895)
- 1964: Alvin York, cel mai decorat soldat al Primului război mondial (n. 1887)
- 1965: Johannes Bobrowski, poet, povestitor și eseist german (n. 1917)
- 1967: Vilho Tuulos, atlet
- 1969: Ho Chi Minh, președinte și prim-ministru vietnamez (n. 1890)
- 1970: Kees van Baaren, compozitor și profesor olandez (n. 1906)
- 1973: Carl Dudley, regizor american de film (n. 1910)
- 1973: J. R. R. Tolkien, scriitor britanic (n. 1892)
- 1976: Stanislav Grochowiak, poet și dramaturg polonez (n. 1934)
- 1976: Hans Schuberth, politician german (n. 1897)
- 1978: Gerhard Wahrig, lexicograf german (n. 1923)
- 1981: Tadeusz Baird, compozitor polonez (n. 1928)
- 1981: Andrija Maurovic, ilustrator croat
- 1982: Werner Schwarz, politician german (n. 1900)
- 1985: Abe Lenstra, fotbalist olandez (n. 1920)
- 1987: William Borm, politician liberal german și agent Stasi (n. 1895)
- 1991: Alfonso García Robles, diplomat și politician mexican, laureat Nobel (n. 1911)
- 1992: Claude Barma, realizator francez de televiziune
- 1992: Barbara McClintock, geneticiană americană, laureată Nobel (n. 1902)
- 1993: Joana Maria Gorvin, actriță austriacă
- 1994: Detlef Macha, pilot german (n. 1959)
- 1995: Simona Arghir, handbalistă română (n. 1948)
- 1995: Edoardo Bortolotti, fotbalist italian, fundaș al Bresciei și naționalei Italiei sub 21
- 1996: Hans Peter Heinzl, membru austriac de cabaret (n. 1942)
- 1996: Otto Luening, compozitor american (n. 1900)
- 1997: Rudolph Bing, manager de operă născut austriac (n. 1902)
- 1997: Viktor Frankl, neurolog și psihiatru austriac (n. 1905)
- 1998: Jackie Blanchflower, fotbalist nord-irlandez (n. 1933)
- 1998: Allen Drury, autor american (n. 1918)
- 2000: Elvera Sanchez, dansatoare puerto-ricană (n. 1905)
- 2000: Curt Siodmak, autor născut german (n. 1907)
- 2001: Christiaan Barnard, medic chirurg, pionier al operațiilor de transplant de inimă (n. 1922)
- 2001: Troy Donahue, actor american (n. 1936)
- 2002: Rodica Ojog-Brașoveanu, scriitoare română (n. 1939)
- 2002: Jerry Boyd, antrenor american de box (n. 1930)
- 2002: Dick Reynolds, fotbalist și antrenor australian (n. 1915)
- 2004: Kieth Engen, basist american (n. 1925)
- 2004: Elisabeth Kallina, actriță austriacă (n. 1910)
- 2004: Wilhelm Koch-Hooge, actor german (n. 1916)
- 2004: Joan Oró, om de știință catalan (n. 1923)
- 2005: Bob Denver, actor american (n. 1935)
- 2005: Alexandru Paleologu, scriitor, membru al Academiei române (n. 1919)
- 2013: Ronald Coase, economist britanic, laureat Nobel (n. 1910)
- 2013: Frederik Pohl, scriitor american (n. 1919)
- 2021: Mikis Theodorakis, compozitor grec (n. 1925)
- 2022: Frank Drake, astronom și astrofizician american (n. 1930)

## Sărbători
- Vietnam: Ziua națională. Aniversarea proclamării independenței (1945)